# Atholus sessilis
Atholus sessilis är en skalbaggsart som först beskrevs av Lewis 1899.  Atholus sessilis ingår i släktet Atholus och familjen stumpbaggar. Inga underarter finns listade i Catalogue of Life.